# Богдановский (Орловская область)
Богдановский — посёлок в Урицком районе Орловской области России.
Входит в состав Богдановского сельского поселения.

## География
Расположен юго-западнее деревни Богдановка у слияния двух речек, впадающих далее в реку Цон. Севернее посёлка проходит автодорога 54К-17, которая ответвляется от автомобильной дороги Р120: Орёл — Брянск — Смоленск — Белоруссия. Ближайшие населённые пункты — Ужаринка и Боёвка.
Рядом с посёлком расположены четыре пруда, один из которых является рыбоводным.
Имеется одна улица — Луговая.

## Население
| 2010 |
| ---- |
| 1    |